# Francisco José Carrasco
Francisco José Carrasco (ur. 6 marca 1959 w Alicante) – piłkarz hiszpański grający na pozycji bocznego pomocnika.
Przez większość swojej kariery grał w katalońskim klubie FC Barcelona, w latach 1978–1989, a następnie przeniósł się do Francji do FC Sochaux-Montbéliard, gdzie grał w latach 1989–1992. Piłkarską karierę skończył w 1992. Grał też w Terrassa FC i UE Figueres.
W reprezentacji Hiszpanii wystąpił w 35 meczach. Był w kadrze Hiszpanów na Euro 80, Euro 84 i Mistrzostwa Świata 1986.